# Barićit
Barićit (eng. baricite)  je vrsta minerala iz skupine vivijanita, koja pripada skupini fosfata, arsenata i vandata s vodom bez dodatnih aniona. Kemijska formula mu je (Mg,Fe3)[PO4]2·8H2O. Nazvan je po hrvatskom mineralogu i kustosu 
nekadašnjeg Mineraloškog muzeja (danas je to Mineraloški odjel Hrvatskog prirodoslovnog muzeja u Zagrebu) profesoru Ljudevitu Bariću (1902. – 1984). Tipski lokalitet je za Big Fish River-Blow River područje u Yukonu, Kanada. Barićit su otkrili i prvi opisali Sturman i Mandarino 1976. godine.

## Kemijska svojstva
Opća formula minerala iz grupe vivijanita glasi (R3+3-xFe3+x)(PO4)2(OH)x·(8-x)H2O. Idealna formula barićita prema Strurmanu i Mandarinu (1976.) u ovom obliku je (Mg1,64Fe2+1,21Fe3+0,15)(PO4)2(OH)0,15·7,85H2O. Idealizirana kemijska formula barićita je (Mg,Fe3)[PO4]2·8H2O. Kemijski sastav barićita (mas.%) je: 14,70 Mgo, 19,33 FeO, 2,66 Fe2O3, 13,56 P2O5, 31,75 H2.

## Struktura
Prema Sturmanu i Mandarinu (1976.) barićit kristalizira monoklinski u kristalnom razredu 2/m, prostornoj grupi C2/m. Dimenzije jedinične ćelije su:a=10,075 Å, b=13,416 Å, c=4,670 Å, β=105°. Barićit je strukturom vrlo sličan mineralu vivijanitu. Između barićita i bobierita postoji dimorfizam; parametri ćelije bobierita su dvostruko veći od parametara ćelije barićita.

## Fizička svojstva
Prema radu Sturmana i Mandarina (1976.) barićit se javlja u obliku velikih pločastih kristala paralelnih formi {010} duljine do 12 cm i širine do 5 cm. Ni jedna druga forma nije zapažena, a orijentacije osi a i c su definirane pomoću rendgenske difrakcije. Barićit ima savršenu kalavost po {010}, a u obliku tankih listova je fleksibilan. Tvrdoća mu je u rasponu od 1,5-2. Mjerena gustoća je 2,35-2,42 g/cm3, a izračunata je 2,448 g/cm3. Djelomično je providan. Može biti bezbojan ili blijedo plav ovisno o količini izomorfnog željeza u mineralu i njegovom stupnju oksidacije. Crt je bijel do blijedo plav, no potamni do tamnoplave nakon nekoliko dana u prisustvu kisika zbog oksidacije željeza. Sjaj je staklast, a na plohama kalavosti sedefast.

## Optička svojstva
Optičke karakteristike barićita odredili su Sturman i Mandarino 1976. godine. Barićit pripada skupini optički anizotropnih dvoosnih minerala. Blage varijacije u indeksima loma primijećene su u nekoliko mikroskopskih preparata barićita. Moguće je da su nastale kao rezultat razlika u omjerima Fe2+:Fe3+, no najvjerojatnije su nastale zbog razlike u Mg:Fe omjerima. Indeksi loma za brićit su sljedeći: nα=1,554, nβ=1,564 nγ=1,595. Disperzija svjetlosti u barićitu je slaba, a pleokroizma nema. Mikroskopski preparati barićita na kojima se može uočiti kalavost su bezbojni ili svjetloplavi. Plava boja je vidljiva na rubnim ili ostalim dijelovima uzorka gdje je došlo do mehaničke deformacije savijanjem, grebanjem ili rezanjem. Promjena boje prema plavoj ukazuje i na oksidaciju željeza.

## Lokaliteti pojavljivanja
Obično se nalazi u pukotinama u sideritnim formacijama željeza u asocijaciji s kvarcom, vivijanitom, sideritom i lazulitom, a u njegovoj blizini se mogu pronaći i drugi fosfatni minerali (Sturman i Mandarino, 1976). Tipski lokalitet je za Big Fish River-Blow River područje u Yukonu, Kanada.

## Vanjske poveznice
1. Barićite
2. Baricite mineral data
3. Barićite